# Wallern an der Trattnach
Wallern an der Trattnach é um município da Áustria localizado no distrito de Grieskirchen, no estado de Alta Áustria.